# Club Sportivo Limpeño (femenino)
El Club Sportivo Limpeño es un club de fútbol de Paraguay de la ciudad de Limpio en el Departamento Central. Participa en la Primera División del Campeonato Paraguayo de Fútbol Femenino desde la temporada 2009. Ha ganado el título de campeón de la máxima categoría en los años 2015 y 2016. 
En su primera participación en la Copa Libertadores Femenina 2016, gana su grupo accediendo a la semifinal del certamen y luego logrando el título de campeón en forma invicta tras ganar la final al club venezolano Estudiantes de Guárico por el marcador de 2 a 1, con goles de Liz Peña y Damia Cortaza. El equipo campeón estuvo conformado por Kimika Forbes, Laurie Cristaldo, Stephanie Lacoste, Carmen Benítez, Damia Cortaza, Joana Galeano, Rosa Aquino, Liz Peña, Jessica Martínez, Griselda Garay y Marta Agüero, también ingresaron Liza Larrea y Dulce Quintana, bajo la dirección técnica de Rubén Subeldía.

## Palmarés

### Torneos nacionales
- Primera División (2): 2015 y 2016.
  - Subcampeón (1): 2014.

### Torneos cortos
- Primera División (3): Apertura 2014, Apertura 2015 y Clausura 2016.

### Torneos internacionales
- Copa Libertadores Femenina (1): 2016.